# Мироновка (Баганський район)
Мироновка (рос. Мироновка) — село у Баганському районі Новосибірської області Російської Федерації.
Входить до складу муніципального утворення Мироновська сільрада. Населення становить 782 особи (2010).

## Історія
Згідно із законом від 2 червня 2004 року органом місцевого самоврядування є Мироновська сільрада.

## Населення
| 2002 | 2007 | 2010 |
| ---- | ---- | ---- |
| 800  | ↘796 | ↘782 |